# Andrea Wechsler
Andrea Wechsler (ur. 19 czerwca 1977 w Ulm) – niemiecka prawniczka, nauczycielka akademicka i polityk, profesor w Hochschule Pforzheim, w latach 2017–2020 prorektor tej uczelni, deputowana do Parlamentu Europejskiego X kadencji.

## Życiorys
W 2000 uzyskała magisterium z prawa na Uniwersytecie Oksfordzkim. W 2002 została absolwentką Columbia Law School na Uniwersytecie Columbia. Doktoryzowała się w 2011 na Uniwersytecie Ludwika i Maksymiliana w Monachium. Pracowała jako konsultantka w McKinsey & Company oraz w jednym z instytutów prowadzonym w przez Towarzystwo Maxa Plancka. W 2013 objęła stanowisko profesora prawa handlowego w Hochschule Pforzheim. W latach 2017–2020 pełniła funkcję prorektora tej uczelni do spraw rozwoju strategicznego.
W 1992 dołączyła do chadeckiej młodzieżówki Junge Union. W 1995 wstąpiła do bawarskiej Unii Chrześcijańsko-Społecznej. Później zamieszkała w Badenii-Wirtembergii, w 2012 została członkinią Unii Chrześcijańsko-Demokratycznej w powiecie Ludwigsburg. Obejmowała różne funkcje w strukturze jej organizacji kobiecej Frauen-Union. Została też wiceprzewodniczącą powiatowych struktur CDU. W 2023 nominowana na główną kandydatkę krajowych struktur CDU w wyborach europejskich w 2024. W wyniku głosowania z czerwca 2024 uzyskała mandat eurodeputowanej X kadencji.